# Liste de témoignages et journaux intimes écrits pendant la Shoah
Cet article recense les témoignages écrits par les victimes de la Shoah alors qu'elles étaient persécutées dans les ghettos et les camps. Pour les témoignages rédigés par les survivants et les témoins après avoir échappé à la Shoah, il faut consulter l'article : Liste de récits de rescapés de la Shoah. Les ouvrages sont cités par l'ordre alphabétique de leurs auteurs.

## Chroniques
- Adam Czerniaków, Carnets du ghetto de Varsovie, Paris, la Découverte, 1996
- Chaim Kaplan, Chronique du ghetto de Varsovie, Calmann-Levy, 1966
- Emanuel Ringelblum, Chronique Du Ghetto De Varsovie, Notitsn Fun Varshever Geto, Robert Laffont, 1993

## Journaux intimes
Ces œuvres sont classées par ordre alphabétique des noms d'auteurs.

### B
- Mary Berg, Le ghetto de Varsovie. Journal de Mary Berg, Paris, Albin Michel, 1947
- Hélène Berr, Journal, 1942-1944, Tallandier, 2008
- Jacques Biélinky, Journal 1940-1942, Cerf, 1992.

### C
- David Cierakowiak, Journal du ghetto de Lodz, Paris, Rocher, 1997.
- Abraham Cytryn, Les Cahiers d'Abraham Cytryn. Récits du Ghetto de Lodz, Albin Michel, Paris, 1995

### F
- Anne Frank, Journal,	Calmann-Lévy, 1950 ; Le Livre de Poche, 1977
- Shloyme Frank, Journal du ghetto de Lodz, Togbukh fun lodzher geto, Buenos Aires : Association centrale des Juifs polonais en Argentine, 1958

### H
- Etty Hillesum, Une vie bouleversée, coll. Points, Paris, 1995

### K
- Victor Klemperer, Journal (1933-1945 ; coffret deux tomes), Seuil, 2000
  - Mes soldats de papier 1933-1941
  - Je veux témoigner jusqu'au bout 1942-1945
- Janusz Korczak, Journal du ghetto (1942), Éd. Laffont, col. Pavillons, 1998 et Éditions 10/18, Paris 2000
- (en) Hermann Kruk, Chronicles from the Vilna Ghetto and the Camps, 1939-1944, Yale University Press; YIVO Institute for Jewish Research, 2002

### L
- Rutka Laskier, Le Journal de Rutka, postface de Marek Halter, Robert Laffont, 2008
- Abraham Lewin, Journal Du Ghetto De Varsovie. Une Coupe De Larmes, Plon, 1990
- (en) Rywka Lipszyc, The diary of Rywka Lipszyc, JFCS Holocaust Center, 2014

### N
- Ana Novac, Les Beaux Jours de ma jeunesse, édité en France en 1968, réédition Balland 2006 et chez Folio Gallimard

### R
- Leïb Rochman, (yi) Un in dayn blut zolstu lebn : Tog-bukh 1943-1944 ;  (Et dans ton sang tu vivras, Journal 1943-1944), Paris : Les Amis de Minsk-Mazowiecki, 1949 ; traduit du yiddish par Isabelle Rozenbaumas, préfacé par Maya Dover Daffan, éd. Calmann-Lévy / Mémorial de la Shoah, 2017
- Macha Rolnikaite, Le journal de Mascha, De Vilnius à Stutthof (1941-1945), éd. Liana Levi, 2003
- David Rubinowicz, Les cahiers du petit David, Mouvement contre le racisme, l'antisémitisme et pour la paix
- (en) Yitskhok Rudashevski, Isaac Rudashevski, The diary of the Vilna ghetto, June 1941-April 1943, Ghetto Fighters' House, Tel Aviv, 1973. Traduit depuis la version manuscrite en yiddish et rédigé sur base de l'édition en hébreu par Percy Matenko

### S
- Hillel Seidman, Du fond de l’abîme, Journal du ghetto de Varsovie, éd. Plon, 1998

### T
- (en) Avraham Tory, Surviving the Holocaust: The Kovno Getto Diary, Harvard University Press; 1991

## Archives
- Emanuel Ringelblum, Archives clandestines du ghetto de Varsovie, (traductions du yiddish, de l’hébreu et du polonais), Fayard, 2007
  - Tome 1 : Lettres sur l'anéantissement des Juifs de Pologne
  - Tome 2 : Les enfants et l'enseignement clandestin dans le ghetto de Varsovie

## Témoignages

### Collectif
- Collectif, Des voix sous la cendre, Manuscrits des Sonderkommandos d’Auschwitz-Birkenau, éd. Calmann-Lévy 2005
- Collectif, Chroniques du désastre - Témoignages sur la Shoah dans les ghettos polonais traduit par Nathan Weinstock, éd. Metropolis, 1999.

### D
- Gusta Dawidson Draenger, Le Testament de Justyna, éd. Le Bord de l'Eau, 2019.

### E
- Jack Eisner, La guerre des enfants (le survivant), Stock, 1981.

### G
- Zalmen Gradowski, Au cœur de l'enfer, Kime, 2001.

### K
- (en) Ann Kirschner, Sala's Gift : My Mother's Holocaust Story, Simon and Schusterrassemble les lettres reçues par sa mère Sala Kirschner lors de son internement dans des camps de travail entre 1940 et 1945.

- Zvi Kolitz, Yossel Rakover s’adresse à Dieu, Maren Sell 1946, Calmann-Lévy, 1998.

### N
- Marcel Nadjari, témoignage enterré à Auschwitz, retrouvé en 1980.

### P
- Calel Perechodnik (trad. Aleksandra Kroh et Paul Zawadzki, préf. Annette Wieviorka et Jacques Burko), Suis-je un meurtrier ?, Paris, Liana Levi, 1995, 313 p. (ISBN 978-2867461248).

### R
- Chil Rajchman, Je suis le dernier Juif : Treblinka (1942-1943), traduit du yiddish par Gilles Rozier, préface d'Annette Wieviorka, éd. Les Arènes, 2009  (ISBN 2352040663) Livre audio, éd. Livrior  (ISBN 2915629358).

## Les bourreaux
- Joseph Goebbels, Journal, 1943-1945, Tallandier, 2005
- Rudolf Höss, Le commandant d'Auschwitz parle, préface et postface de Geneviève Decrop, éditions La Découverte, Paris, 2005  (ISBN 2-7071-4499-1).